# 旺紫丁
旺紫丁（日语：ラッキーライラック），是日本純種競賽馬匹。生涯活躍於中距離賽事，曾四奪一級賽頭銜，被譽為「日本2010年代末至2020年代初期賽馬優秀名雌」之一。

## 出賽前
2015年4月3日出生於北海道安平町北部牧場，成長途中於一口馬主俱樂部Sunday Racing Co. Ltd.進行馬主募集，其後交由栗東訓練中心練馬師松永幹夫訓練。

## 競賽生涯

### 2歲
2017年8月20日出戰新潟競馬場2歲新馬戰，由石橋脩策騎，最終成功於最後600米跑出33.1秒的驚人末腳拋離第二名1 1/2馬位獲得首勝。
其後出戰月神錦標，雖然於比賽初段受到雨後場地的影響推進不順，但於進入直路後隨即展現敏銳的反應加速，最終以3/4馬位優勢奪得首個分級賽冠軍。
12月10日出戰阪神兩歲牝馬錦標，成爲僅次同父馬Rock This Town的第二人氣。比賽開始後，其於中團靠後位置推進，於進入直路後以凌厲的勢頭加速，最終成功超越率先衝出的Lily Noble，以3/4馬位優勢奪得首個一級賽冠軍。
年末，由於其三戰全勝兼奪得一級賽冠軍的優秀表現，以全票290票當選最佳2歲雌馬。

### 3歲
2018年首戰爲櫻花賞前哨戰鬱金香賞，以1.8倍獨贏賠率獲得第一人氣，比賽開始後，其選擇於先頭位置推進，並於通過第二彎道的時候搶佔有利位置。進入直路後開始加速衝刺，最終於跑出全場最佳末腳下成功拋離第二的Mau Lea 2馬位率先衝線奪冠。
其後按照計劃出戰櫻花賞，再次以1.8倍獨贏賠率獲得第一人氣。比賽開始後，其繼續採用先行戰術於第三的位置推進，並於相同節奏通過彎道。進入直路後，其繼續加速保持速度並率先衝出馬群，可惜於最後關頭被後上衝刺的杏目超越，以1 3/4馬位差距獲得亞軍。
5月20日出戰優駿牝馬（日本橡樹大賽），僅次櫻花賞馬杏目獲得第二人氣，比賽開始後，其跟隨做出頭1000米59.6秒較高步速的領放馬彩妹妹於第四的位置推進，並以先頭部隊的姿態通過最後彎道。進入直路後，其開始發力加速以求領先，然而再次被以更凌厲速度衝刺的杏目超越，亦未能追上處於較前位置的Lily Noble，最終以第三完賽。
進入秋季陣營後陣營原定安排其先出戰玫瑰錦標，但因爲被發現球節腫脹以避戰，最終決定直接出戰秋華賞。由於主戰騎師石橋脩在上星期日東京競馬場第七場賽事墮馬受傷，因而改由北村友一策騎。比賽開始後，其於約莫第六的位置推進，並嘗試於比賽途中爬升。進入直路後，其並未能成功加速，最終於些微失速之下跌至第九完賽。

### 4歲
2019年2月於中山紀念復出，比賽途中由始至終保持於第二的位置，最終亦以落後冠軍勝出光采頸位的差距奪得第二。
4月6日出戰阪神牝馬錦標，雖然獲得第一人氣，但於直路上於外檔位置未能成功進一步加速，最終以第八完賽。
5月12日出戰維多利亞一哩賽，比賽途中成功進佔有利位置，進入直路後雖然成功加速，但隨即被後方以更凌厲姿態加速的其他馬匹超越，最終獲得第四。
夏季放草過後出戰府中牝馬錦標，僅次大場面的第二人氣。比賽開始後，其於中團靠前位置推進，並於通過第二彎道後開始慢慢爬升至第三位置。進入直路後，其隨即加速搶佔位置成功奪得領先優勢，可惜於終點線前被橙紅色及鎮守邊疆超越獲得季軍。
11月10日出戰女皇伊利沙伯二世盃，改由蘇銘倫策騎。面對本年度橡樹馬唯獨愛你及秋華賞馬創世駒，其只獲得第三人氣。比賽開始後，其無視前方火星花的領放於中團靠後位置推進，並以第八通過第四彎道。進入直路後，所有馬匹均開始加速發力，然而此時旺紫丁於內檔以凌厲的勢頭跑出全場最快末腳，一舉由後方衝刺超越前方所有馬匹，最終拉開第二名的火星花1 1/4馬位再次奪得一級賽冠軍。

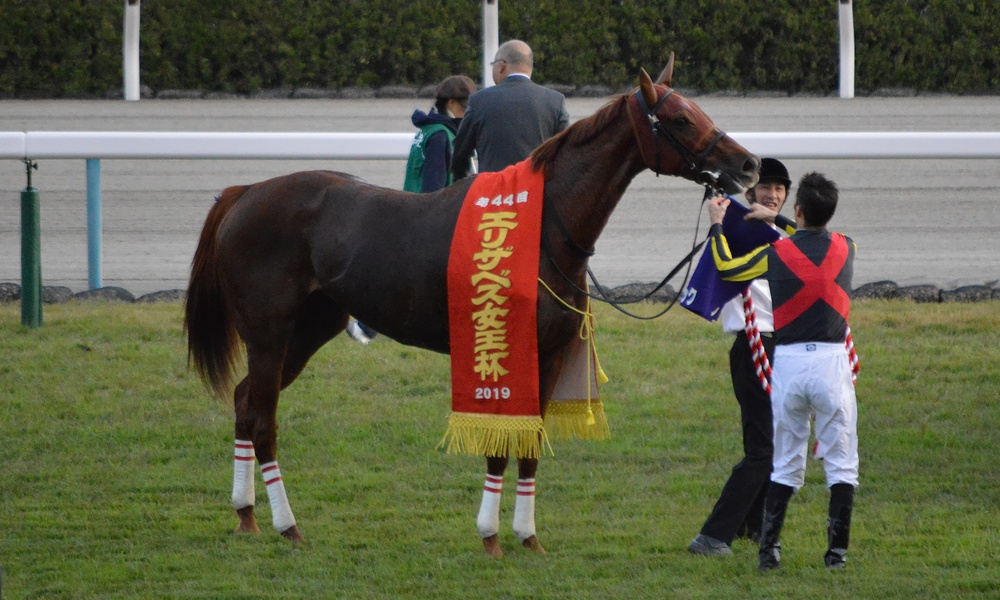
女皇伊利沙伯二世盃頒獎儀式

完成女皇伊利沙伯女皇盃後，陣營安排其遠征香港，出戰12月的香港瓶。比賽開始後，由上年度盟主時時精綵進行領放，而旺紫丁雖然處於最內檔的1號檔，但選擇放棄先行而是慢慢繞出外檔推進。進入直路後，其由大外檔位置加速衝刺，奮力追趕前方同爲日本馬的耀滿瓶，雖然最終並未能超越對手，但仍然可以保持優勢抵擋後方亦爲日本馬的迪雅卓的來襲保住亞軍。

### 5歲
如同上年度安排，2020年首戰爲中山紀念，但改爲杜滿萊策騎。比賽開始後，其緊跟前方的野田賢君於第四的位置推進，並於通過第四彎道時開始加速。進入直路後，其繼續保持速度向前推進，雖然成功阻止後方觸動心弦的追擊，但未能成功超越前方的野田賢君，最終以1 3/4馬位差距連續兩年取得亞軍。
其後出戰大阪盃，面對野田賢君、防爆裝束及創世駒等強敵，其仍然可以獲得第二人氣。比賽開始後，其處於第三的先頭位置推進，並於通過第三彎道後稍作減速退後而等待時機。進入直路後，其隨即於內檔位置加速衝出，並於其後超越處於前方的創世駒，最終以頸位壓過對手奪冠，成為大阪盃升格一級賽後，首匹勝出的雌馬。
6月28日出戰寶塚紀念，成爲繼農神節慶及創世駒後的第三人氣。比賽開始後，其於先頭推進，並於通過第三彎道後響應騎師杜滿萊的指揮加速進佔第一位置。直路初段，其仍然保持領先優勢，但於中段開始力弱未能繼續加速，最終被對手超越下以第六完賽。
其後並未放草，而是於8月出戰札幌紀念，雖然於比賽初段保持先頭的優勢並處於有利位置，但於進入直路後未能保持速度，最終被樸素無華及野田賢君相繼超越下獲得第三。
完成札幌紀念後短暫放草，於11月15日復出出戰女皇伊莉莎白二世盃。比賽開始後，其於幾乎最後方位置推進，但於通過第三彎道後便開始加速爬升至先頭部隊。進入直路後，其隨即加速衝出並處於繼續以凌厲的姿態保持優勢，最終成功擺脫後方大海之女及唯獨愛你的追擊奪冠，成爲計目白多白、Admire Groove及飛雪仙蹤後第四匹連霸的賽駒。
12月27日出戰退役戰有馬紀念，比賽途中於中團位置追走，進入直路後雖然奮力加速，但仍然以第四落敗。
其後陣營按照計劃安排其退役，並於2021年1月4日取消於日本中央競馬會的賽駒註冊。

### 詳細賽績
| 日期       | 舉辦國家/地區 | 馬場 | 距離   | 級別 | 賽事名稱           | 負重 | 騎師     | 馬號 | 出馬 | 名次 | 時間    | 頭馬（二馬）   |
| ---------- | ------------- | ---- | ------ | ---- | ------------------ | ---- | -------- | ---- | ---- | ---- | ------- | -------------- |
| 20/8/2017  | 日本          | 新潟 | 草1600 |      | 2歲新馬            | 54   | 石橋脩   | 8    | 18   | 1    | 1:36.4  | （Lavacourt）  |
| 28/10/2017 | 日本          | 東京 | 草1600 | GIII | 月神錦標           | 54   | 石橋脩   | 13   | 15   | 1    | 1:34.9  | （彩妹妹）     |
| 10/12/2017 | 日本          | 阪神 | 草1600 | GI   | 阪神兩歲牝馬錦標   | 54   | 石橋脩   | 11   | 18   | 1    | 1:34.3  | （Lily Noble） |
| 3/3/2018   | 日本          | 阪神 | 草1600 | GII  | 鬱金香賞           | 54   | 石橋脩   | 5    | 10   | 1    | 1:33.4  | （Mau Lea）    |
| 8/4/2018   | 日本          | 阪神 | 草1600 | GI   | 櫻花賞             | 54   | 石橋脩   | 1    | 17   | 2    | 1:33.4  | 杏目           |
| 20/5/2018  | 日本          | 東京 | 草2400 | GI   | 優駿牝馬           | 55   | 石橋脩   | 2    | 17   | 3    | 2:24.4  | 杏目           |
| 14/10/2018 | 日本          | 京都 | 草2000 | GI   | 秋華賞             | 55   | 北村友一 | 7    | 17   | 9    | 1:59.3  | 杏目           |
| 24/2/2019  | 日本          | 中山 | 草1800 | GII  | 中山紀念           | 53   | 石橋脩   | 3    | 11   | 2    | 1:45.5  | 勝出光采       |
| 6/4/2019   | 日本          | 阪神 | 草1600 | GII  | 阪神牝馬錦標       | 54   | 石橋脩   | 4    | 14   | 8    | 1:33.8  | 覓奇魔力       |
| 12/5/2019  | 日本          | 東京 | 草1600 | GI   | 維多利亞一哩賽     | 55   | 石橋脩   | 6    | 18   | 4    | 1:30.6  | 樸素無華       |
| 14/10/2019 | 日本          | 東京 | 草1800 | GII  | 府中牝馬錦標       | 54   | 石橋脩   | 15   | 15   | 3    | 1:44.8  | 橙紅色         |
| 10/11/2019 | 日本          | 京都 | 草2200 | GI   | 女皇伊利沙伯二世盃 | 56   | 蘇銘倫   | 2    | 18   | 1    | 2:14.1  | （火星花）     |
| 8/12/2019  | 香港          | 沙田 | 草2400 | GI   | 香港瓶             | 55.5 | 蘇銘倫   | 11   | 14   | 2    | 2:25.32 | 耀滿瓶         |
| 1/3/2020   | 日本          | 中山 | 草1800 | GII  | 中山紀念           | 55   | 杜滿萊   | 7    | 9    | 2    | 1:46.6  | 野田賢君       |
| 5/4/2020   | 日本          | 阪神 | 草2000 | GI   | 大阪盃             | 55   | 杜滿萊   | 5    | 12   | 1    | 1:58.4  | （創世駒）     |
| 28/6/2020  | 日本          | 阪神 | 草2200 | GI   | 寶塚紀念           | 56   | 杜滿萊   | 11   | 18   | 6    | 2:16.0  | 創世駒         |
| 23/8/2020  | 日本          | 札幌 | 草2000 | GII  | 札幌紀念           | 55   | 杜滿萊   | 6    | 12   | 3    | 1:59.8  | 樸素無華       |
| 15/11/2020 | 日本          | 阪神 | 草2200 | GI   | 女皇伊利沙伯二世盃 | 56   | 李慕華   | 18   | 18   | 1    | 2:10.3  | （大海之女）   |
| 27/12/2020 | 日本          | 中山 | 草2500 | GI   | 有馬紀念           | 55   | 福永祐一 | 7    | 16   | 4    | 2:35.5  | 創世駒         |

## 退役後
退役後，旺紫丁成爲了繁殖雌馬，於北海道安平町北部牧場休養，在2021年進行配種。首匹子嗣於2022年出生，可於2024年出賽。

### 詳細繁殖資料
| 數目   | 馬名       | 出生年 | 性別 | 父系     | 練馬師 | 馬主 | 戰績       |
| ------ | ---------- | ------ | ---- | -------- | ------ | ---- | ---------- |
| 第一匹 | 旺紫丁2022 | 2022   | 雌   | 金之霸   |        |      | （出賽前） |
|        | （流產）   |        |      | 神威啟示 |        |      |            |
| 第二匹 | 旺紫丁2024 | 2024   | 雄   | 神威啟示 |        |      | （出賽前） |

## 血統簡介
父系黃金巨匠爲日本賽駒，生涯戰績彪炳，爲日本賽馬史上第七匹三冠馬，曾贏得六項一級賽並做出連續兩年於凱旋門大賽跑獲亞軍的佳績。祖父黃金旅程亦爲日本賽駒，生涯戰績不俗，曾勝出香港瓶，退役後配種成績亦非常優秀。
母系Lilacs and Lace爲美國賽駒，生涯戰績優勢，曾勝出當地一級賽Ashland Oaks。外祖父花徑亦爲美國賽駒，生涯戰績優秀，曾勝出一級賽卓華斯錦標及其他兩項二級賽。

### 血統表
| 父線：週日寧靜系（Halo系）               |                             |                 |                 |
| 種馬 黃金巨匠 2008年（栗色）             | 黃金旅程 1994年（深棗色）   | 週日寧靜        | Halo            |
| 種馬 黃金巨匠 2008年（栗色）             | 黃金旅程 1994年（深棗色）   | 週日寧靜        | Wishing Well    |
| 種馬 黃金巨匠 2008年（栗色）             | 黃金旅程 1994年（深棗色）   | Golden Sash     | Dictus          |
| 種馬 黃金巨匠 2008年（栗色）             | 黃金旅程 1994年（深棗色）   | Golden Sash     | Dyna Sash       |
| 種馬 黃金巨匠 2008年（栗色）             | Oriental Art 1997年（栗色） | 目白麥昆        | Mejiro Titan    |
| 種馬 黃金巨匠 2008年（栗色）             | Oriental Art 1997年（栗色） | 目白麥昆        | Mejiro Aurora   |
| 種馬 黃金巨匠 2008年（栗色）             | Oriental Art 1997年（栗色） | Electro Art     | 北方風味        |
| 種馬 黃金巨匠 2008年（栗色）             | Oriental Art 1997年（栗色） | Electro Art     | Grandma Stevens |
| 繁殖雌馬 Lilacs and Lace 2008年（栗色）  | 花徑 2002年（栗色）         | 歪趣            | Forty Niner     |
| 繁殖雌馬 Lilacs and Lace 2008年（栗色）  | 花徑 2002年（栗色）         | 歪趣            | Danzig's Beauty |
| 繁殖雌馬 Lilacs and Lace 2008年（栗色）  | 花徑 2002年（栗色）         | Princess Olivia | Lycius          |
| 繁殖雌馬 Lilacs and Lace 2008年（栗色）  | 花徑 2002年（栗色）         | Princess Olivia | Dance Image     |
| 繁殖雌馬 Lilacs and Lace 2008年（栗色）  | Refinement 1994年（棗色）   | 西雅圖迴旋      | Bold Reasoning  |
| 繁殖雌馬 Lilacs and Lace 2008年（栗色）  | Refinement 1994年（棗色）   | 西雅圖迴旋      | My Charmer      |
| 繁殖雌馬 Lilacs and Lace 2008年（栗色）  | Refinement 1994年（棗色）   | Stella Madrid   | 雅力達          |
| 繁殖雌馬 Lilacs and Lace 2008年（栗色）  | Refinement 1994年（棗色）   | Stella Madrid   | My Juliet       |
| 雌系：My Bupers系（號族：6-a）           |                             |                 |                 |
| 五代內近親交配：北方風味 5×4、淘金者 5×5 |                             |                 |                 |

## 命名由來
名字中，Lucky（ラッキー）即是幸運的意思，Lilac（ライラック）則是紫丁香，繼承自母系Lilacs and Lace之名字，香港則結合兩部分，翻譯为「旺紫丁」。

## 外部連結
- 旺紫丁 netkeiba.com （页面存档备份，存于）
- 血統表 （页面存档备份，存于）